# Кавальери, Луиджи
Луиджи Кавальери (итал. Luigi Cavalieri; 22 апреля 1914, Милан — 4 февраля 1992, Сартеано, Тоскана) — итальянский бобслеист. Участник зимних Олимпийских игр 1948 и 1952 годов.

## Биография
Луиджи Кавальери родился 22 апреля 1914 года в итальянском городе Милан.
В 1948 году вошёл в состав сборной Италии на зимних Олимпийских играх в Санкт-Морице. В соревнованиях четвёрок итальянский экипаж, в который также входили Нино Биббиа, Джан Карло Ронкетти и Эдильберто Кампадезе, занял 6-е место, показав по сумме четырёх заездов результат 5 минут 23,0 секунды и уступив 2,9 секунды завоевавшему золото экипажу из США.
В 1952 году вошёл в состав сборной Италии на зимних Олимпийских играх в Осло. В соревнованиях двоек вместе с Уберто Джиллардуцци заняли 12-е место, показав по сумме четырёх заездов результат 5.38,36 и уступив 13,82 секунды выигравшим золото Андерлю Остлеру и Лоренцу Ниберлю из ФРГ. В соревнованиях четвёрок итальянский экипаж, в который также входили Уберто Джиллардуцци, Микеле Альвера и Витторио Фолонари, занял последнее, 14-е место с результатом по сумме четырёх заездов 5.25,98, уступив 18,14 секунды победившему экипажу из ФРГ.
Умер 4 февраля 1992 года в итальянской коммуне Сартеано.